# Ойскірхен (район)
Ойскі́рхен (нім. Kreis Euskirchen) — район в Німеччині, в складі округу Кельн землі Північний Рейн-Вестфалія. Адміністративний центр — місто Ойскірхен.

## Населення
Населення району становить 190591 особа (2011).

## Адміністративний поділ
Район поділяється на 6 комун (нім. Gemeinden) та 5 міст (нім. Städte):
| № | Комуна/ місто     | Площа, км² | Населення, осіб (2011) | Центр             |
| - | ----------------- | ---------- | ---------------------- | ----------------- |
| 1 | Бланкенгайм       | 148,6      | 8205                   | Бланкенгайм       |
| 2 | Вайлерсвіст       | 57,2       | 16444                  | Вайлерсвіст       |
| 3 | Гелленталь        | 137,8      | 8163                   | Райффершайд       |
| 4 | Далем             | 95,2       | 4137                   | Далем             |
| 5 | Калль             | 66,1       | 11670                  | Калль             |
| 6 | Неттерсгайм       | 94,4       | 7658                   | Неттерсгайм       |
| 1 | Бад-Мюнстерайфель | 150,8      | 18403                  | Бад-Мюнстерайфель |
| 2 | Мехерніх          | 136,5      | 27086                  | Мехерніх          |
| 3 | Ойскірхен         | 139,5      | 55639                  | Ойскірхен         |
| 4 | Цюльпіх           | 101,0      | 19995                  | Цюльпіх           |
| 5 | Шлайден           | 121,7      | 13191                  | Шлайден           |

| Німеччина | Це незавершена стаття з географії Німеччини. Ви можете допомогти проєкту, виправивши або дописавши її. |

1. ↑  https://www.landesdatenbank.nrw.de/ldbnrw/online;jsessionid=FBC481AAC50656B8CA9E933111BC242A.ldb2?sequenz=tabelleErgebnis&selectionname=12411-31iz
2. ↑  https://www.destatis.de/DE/Themen/Laender-Regionen/Regionales/Gemeindeverzeichnis/Administrativ/04-kreise.html